# ديريك فينر
ديريك فينر (بالإنجليزية: Derrick Fenner)‏ هو لاعب كرة قدم أمريكية أمريكي، ولد في 6 أبريل 1967 في واشنطن العاصمة في الولايات المتحدة.

## وصلات خارجية
- ديريك فينر على موقع مرجع كرة القدم المحترفة.كوم (الإنجليزية)